# Ordinul Sfântului Gheorghe

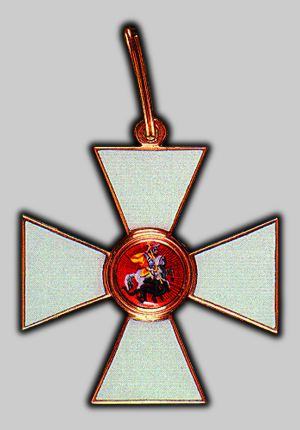
Ordinul Sfântului Gheorghe - insignă în formă de cruce

Ordinul Sfântului Gheorghe este cea mai înaltă distincție militară acordată de Imperiul Rus. Ordinul fost înființat de împărăteasa Ecaterina a II-a la 26 noiembrie 1769   
(7 decembrie pe stil vechi) .   
Ordinul a fost organizat în patru Clase și era acordat ofițerilor pentru merite deosebite pe câmpul de luptă. În anul 1917, când a fost proclamată Republica Rusă a fost desființat și Ordinul Sfântului Gheorghe.   
Începând cu 20 martie 1992, Federația Rusă a reînființat Ordinul Sfântului Gheorghe, urmând ca în anul 2000, în ziua de 8 august, să fie aprobat prin Decretul nr. 1463 al președintelui Rusiei . Ulterior, prin Decretulul Prezidențial nr. 1099  din 7 septembrie 2010 , au fost modificate și criteriile de acordare a Ordinului.      

## Descrierea însemnelor și purtarea acestora

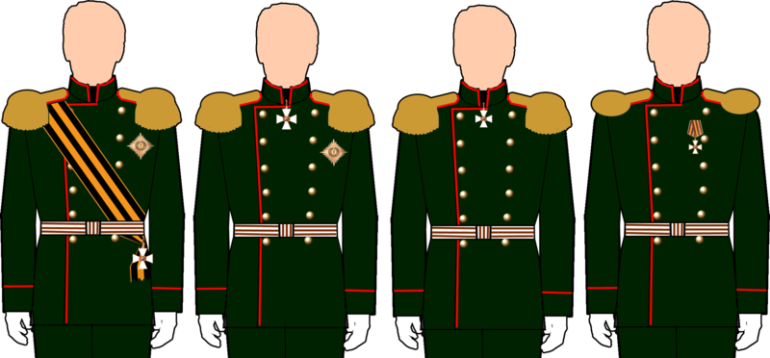
Modul de purtare a însemnelor Ordinului Sfântului Gheorghe: Clasa I, Clasa a II-a, Clasa a III-a și Clasa a IV-a

Ordinul Sfântului Gheorghe a fost organizat în patru clase: Clasa I (cea mai înaltă), Clasa a II-a, Clasa a III-a și Clasa a IV-a. 
Ordinul Sfântului Gheorghe Clasa I  constă într-o insignă în formă de cruce, o stea și o panglică bicoloră negru-oranj cu lățimea de 10 cm. Insigna este o cruce din aur acoperită cu email alb. În centru este reprezentat Sfântul Gheorghe călare pe un cal alb omorând balaurul. Pe spatele insignei care măsoară 60 mm sunt ștanțate inițialele Sfântului Gheorghe «СГ». Steaua care măsoară aproximativ 80 mm este în formă de romb alcătuit din petale, câte patru, mai mari, în fiecare colț al rombului, între care se găsesc alte șapte petale, mai mici, pe fiecare latură a patrulaterului. În centru, într-un cerc, sunt cuvintele ce menționează numele Ordinului Sfântului Gheorghe literele rusești «СГ». 
Ordinul Sfântului Gheorghe Clasa a II-a constă într-o insignă (aceeași ca cea a Ordinului Clasa I) în formă de cruce, care se fixează pe o panglică bicoloră la gât și o stea (aceeași ca cea a Ordinului Clasa I).
Ordinul Sfântului Gheorghe Clasa a III-a constă într-o insingă în formă de cruce, care măsoară aproximativ 50 mm, care se fixează pe o panglică bicoloră la gât.
Ordinul Sfântului Gheorghe Clasa a IV-a constă într-o insignă în formă de cruce, care măsoară aproximativ 40 mm, și care se poartă în piept pe partea stângă, atașată de o panglică bicoloră. 

## Sfântul Gheorghe - ocrotitorul Ordinului
Sfântul Gheorghe care a fost ales ca ocrotitor al Ordinului este și ocrotitorul Moscovei, iar imaginea sa călare pe cal ucigând balaurul apare și pe stema Rusiei. De altfel, stema adoptată în anul 1991 își are originea în cea a Imperiului Rus. 
În 1871 patriarhul Chiril al II-lea al Ierusalimului a solicitat membrilor Ordinului Sfântului Gheorghe să facă o donație pentru reconstruirea bisericii. La cererea împăratului Alexandru al II-lea, au fost donate 3.000 de ruble din fondurile Ordinului rusesc. Cu fondurile alocate de guvernul rus și de Ordinul Sfântului Gheorghe a fost construită o nouă biserică, care a fost sfințită în 3 noiembrie 1872. În memoria acestui eveniment Biserica Ortodoxă celebrează pe 3/16 noiembrie sărbătoarea reconstruirii Bisericii Sfântului Mare Mucenic George din Lida.

## Membrii Ordinului Sfântului Gheorghe
Primul membru care a purtat însemnele Ordinului Sfântului Gheorghe Clasa I a fost împărăteasa Ecaterina cea Mare, în anul 1769, chiar în ziua înființării Ordinului. La 22 septembrie 1782 a fost fondat Consiliul Ordinului. 
Ordinul Sfântului Gheorghe Clasa I a fost acordat de 25 de ori. Lista completă, în ordine cronologică, a membrilor decorați este următoarea: 
1. Împărăteasa Ecaterina a II-a a Rusiei
2. Contele Piotr Rumianțev-Zadunaiski
3. Contele Alexei Grigorievici Orlov
4. Petr Ivanovich Panin
5. Vasily Dolgorukov-Krymsky
6. Grigori Potiomkin
7. Aleksandr Suvorov
8. Vasily Chichagov
9. Prințul Nikolai Vasilyeich Repnin
10. Mihail Kutuzov
11. Mihail Andreas Barclay de Tolly
12. Regele Carol al XIV-lea Ioan al Suediei, în anul 1813, pentru bătălia de la Leipzig
13. Gebhard Leberecht von Blücher
14. Prințul Karl Philipp zu Schwarzenberg
15. Arthur Wellesley, Primul Duce de Wellington, în anul 1814
16. Levin August von Bennigsen
17. Louis Antoine, Duce de Angoulême
18. Ivan Paskevich
19. Carol Frederic Diebitsch
20. Josef Radetzky von Radetz, în anul 1848
21. Alexandru al II-lea al Rusiei, în anul 1869, la împlinirea a 100 de ani de la înființarea Ordinului
22. Wilhelm I al Germaniei, în anul 1869, la împlinirea a 100 de ani de la înființarea Ordinului
23. Arhiducele Albrecht Franz, Duce de Teschen
24. Marele Duce Mihail Nicolaievici al Rusiei
25. Marele Duce Nicolae Nicolaevici al Rusiei, în anul 1877, pentru bătălia de la Plevna, meritul acestei victorii aparținând acțiunilor Armatei Române în frunte cu Regele Carol [5]

Ordinul Sfântului Gheorghe nu a mai fost acordat pe timpul domniei împăratului Pavel I al Rusiei. Ordinul Sfântului Gheorghe a fost din nou acordat începând cu anul 1801, după accederea pe tron a țarului Alexandru I al Rusiei. Împărăteasa Ecaterina cea Mare a modificat prin Decret imperial criteriile de atribuire ale Ordinului, acesta putând fi acordat ofițerilor cu 25 de ani vechime în slujba țării și tuturor ofițerilor de marină cu 18 călătorii pe mare. 
La 15 mai 1855 noi decrete modificau criteriile de atribuire ale Ordinului, menționând exclusiv meritele deosebite pe câmpul de lucru. Aceleași decrete stabileau ca Ordinul Clasa I și Clasa a II-a să fie acordate numai prin Ordin Imperial, iar Ordinul Clasa a III-a și Clasa a IV-a să fie acordate de către Consiliul Ordinului Sfântului Gheorghe.  Decretul sublinia, de asemenea, faptul că nici meritele anterioare, nici rangul, nici rănile primite în luptă nu trebuie să influențeze decizia cu privire la acordarea Ordinului. 
În anul 1801, Consiliul Ordinului Sfântului Gheorghe a depus o petiție către împăratul Alexandru I, cerându-i să-și acorde Ordinul Sfântului Gheorghe. Împăratul și-a amânat, însă, decizia. La întoarcerea sa din campania din anul 1805, Consiliul Sfântului Gheorghe a înaintat din nou Majestății Sale Imperiale aceeeși petiție cerându-i împăratului să-și confere Ordinul Clasa I. Împăratul a mulțumit Consiliului, dar a refuzat să accepte, spunând că nu s-a aflat la comanda armatei și nici nu a avut ocazia să-și manifeste curajul. Ulterior, împăratul a acceptat să primească Ordinul Clasa a IV-a. Numai 4 membri au fost decorați cu toate cele 4 clase ale Ordinului, întrucât conferirea Ordinului se făcea succesiv, membrii cărora li se acorda Ordinul Clasa I nemaiputând fi decorați cu o altă Clasă inferioară. Cei patru membri decorați cu toate cele 4 clase sunt: M. Golenișev-Kutuzov, M. Barclay de Tolly, I. Paskevich și I. Dibich-Zabalkansky. 

## Carol I al României
Principele Carol al României (devenit la 10 mai 1881 Regele Carol I) a fost decorat cu Ordinul Sfântului Gheorghe clasa III-a și II-a succesiv în anii 1877 și 1878, datorită participării și izbândelor extraordinare ale României la Războiul Ruso-Turc, care a însemnat, pentru Principatele Unite ale României, simultan și Războiul de Independență al României (1877–1878).
Principele Carol al României a fost și comandantul forțelor ruso-române de la Plevna (începând cu 17 august 1877, secondat de secondat de generalul rus Zotov și generalul român Alexandru Cernat), după ce în primul atac de la Plevna, generalul turc Osman Pașa obținuse o limpede victorie asupra rușilor la Plevna, cărora le provocase pierderi grele. De fapt rușii fuseseră de două ori învinși, la 8 și 18 iulie, înainte de trecerea Dunării de către forțele armate române.
Bătăliile a doua (30 iulie), a treia (1 septembrie și a patra (cea finală, de la 28 noiembrie/9 decembrie) consființesc vitejia și devotamentul extraordinar al românilor, precum și superioritatea tactică militară a Principelui Carol și generalului Alexandru Cernat.

## Legături externe
- Ordinul Sfântului Gheorghe pe Enciclopedia catolică
- 250 de ani de la înființarea Ordinului Sfântului Gheorghe
- Medalii rusești
- Order of Saint George
- Ordinul Sfântului Gheorghe - Însemne și decorații militare rusești
- Order of Saint George celebrates its 250th anniversary Arhivat în 20 aprilie 2021, la Wayback Machine.
- Dimensiunile însemnelor Ordinului Sfântului Gheorghe: insignă, stea și panglică
- Decretul Prezidențial nr. 1099 din anul 2010